# Spotland Stadium
Der Spotland Stadium ist ein Rugby- und Fußballstadion in der englischen Stadt Rochdale, Metropolitan County Greater Manchester. Die Hauptnutzer des Stadions sind der Fußballverein AFC Rochdale und der Rugbyclub Rochdale Hornets.

## Geschichte
Die Sportstätte wurde 1920 für den AFC Rochdale erbaut. Damals hatte sie nur eine Tribüne. Seit dem Jahr 1988 ist es in Besitz der Metropolitan Borough of Rochdale; der Rochdale Hornets und des AFC Rochdale. Von Anfang der 1990er bis in die Saison 2000/01 wurde das gesamte Stadion gemäß dem Taylor Report runderneuert. Im Sommer 2006 bekam das Spielfeld ein neues Drainage-System; nachdem es im Winter zuvor Spielabsagen und Verschiebungen kam. Heute hat die Anlage eine Kapazität von 10.249 Plätzen.

## Tribünen
- Die Co-Operative-Tribüne (Haupttribüne) bietet 1.774 Fans einen Sitzplatz. Es befinden sich auf ihr 12 VIP-Logen. Für Behinderte und ihre Helfer stehen etwa 72 Plätze bereit. Sehbehinderten Besuchern wird der Service eines Kommentators über Kopfhörer geboten. Die Pressetribüne umfasst 30 Plätze für die Journalisten.
- Die Westrose Leisure-Tribüne (Gegentribüne) mit 3.644 Sitzplätzen ist der letzte umgebaute Zuschauerrang; der in der Saison 2000/01 fertiggestellt wurde. Hier finden die Gästefans ihren Platz.
- Die TDS-Tribüne (Hintertortribüne) mit 2.584 Sitzplätzen ist der Zuschauerrang der Heimfans und wurde offiziell durch den ehemaligen Fußballspieler Nat Lofthouse im September 1997 eingeweiht.
- Die Thwaites Beer-Tribüne (Hintertortribüne) ist der einzige Stehplatzrang des Stadions. Sie bietet 1.898 Stehplätze.[1]